# Vučića
Vučica (fallecida después del 20 de marzo de 1415), fue una noble bosnia del siglo XIV y xv, perteneciente a la familia noble Hrvatinić

## Biografía
Vučica fue hija del knez Vukac Hrvatinić. Además de Vučica, su padre tuvo otras dos hijas: Resa, casada con el tepčija Batalo Šantić, y otra cuyo nombre no ha sido conservado en las fuentes históricas. Durante mucho tiempo, algunos historiadores creyeron que Vučica estuvo casada con un miembro de la familia noble Zlatonosović de nombre desconocido, pero esta teoría ha sido refutada. En efecto, una de las hijas del knez Vukac sí contrajo matrimonio con un miembro de esa familia, pero no se sabe su nombre ni el de su esposo, quien era tío de los hermanos duques Vukmir y Vukašin Zlatonosović.
La primera mención de Vučica en los registros históricos se remonata a principios de 1404, cuando ella y sus hijos, Vuk y Branivoj, solicitaron asilo a la República de Ragusa. Se desconoce la razón por el cual buscó refugio, pero parece haber atravesado dificultades en ese período. Poco después, los ragusanos pidieron a su hermano, el duque Hrvoje Vukčić, que interviniera en los problemas relacionados con su hermana y sus hijos, lo que sugiere que la relación entre ellos era tensa en aquellos momentos. Este episodio ocurrió en una época en la que el Hrvoje controlaba ciudades en el este de Bosnia, como Srebrenica y Kučlat, y era considerado el noble más poderoso del Reino de Bosnia.
En marzo de 1415, Vučica se comunicó nuevamente con los ragusanos, quienes respondieron enviando una carta dirigida a ella ya sus hijos. En esta correspondencia, además de Vuk y Branivoj, también se menciona a su tercer hijo, Radoslav. No se sabe qué ocurrió con Vučica después de esta fecha.